# Ivan le Terrible tue son fils
Vous lisez un « bon article » labellisé en 2018.
Pour les articles homonymes, voir Ivan le Terrible (homonymie).

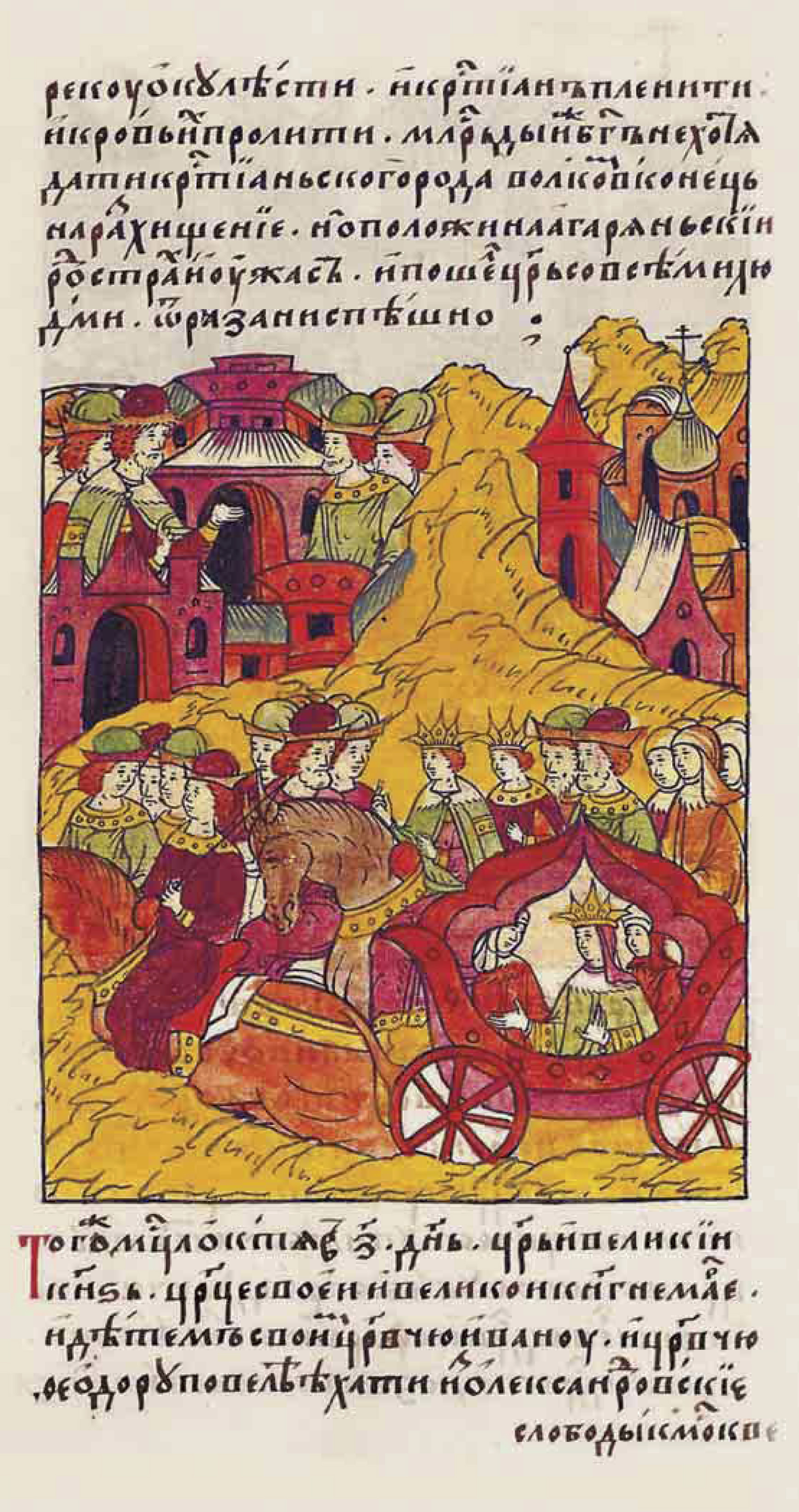
Page de la Chronique illustrée d'Ivan le Terrible: Ce même mois d'octobre, le 7, le tsar et grand-prince ordonna à sa tsarine et grande princesse Maria, et à ses enfants le tsarévitch Ivan et le tsarévitch Fédor d'aller de la Sloboda d'Alexandrov à Moscou....

Ivan le Terrible et son fils Ivan le 16 novembre 1581 (en russe Иван Грозный и сын его Иван 16 ноября 1581 года; Ivan Grozny i syn ego Ivan 16 noïabria 1581 goda), également connu sous le nom d'Ivan le Terrible tue son fils (Иван Грозный убивает своего сына, Ivan Grozny oubivaïet svoïego syna), est un tableau peint par Ilia Répine entre 1883 et 1885.
L'œuvre représente un épisode de la vie d'Ivan le Terrible : celui-ci, sous l'emprise de la colère, vient de porter un coup mortel à son fils le tsarévitch Ivan Ivanovitch. La toile montre le visage fou et torturé par le remords du tsar et la douceur du tsarévitch mourant, pardonnant de ses larmes son père.
Bouleversante, la peinture fait suite à des attentats terroristes commis par les narodniki, à leur répression par les autorités impériales et à des exécutions. Au-delà de son intensité tragique, elle vise à susciter un rejet de la violence, la représentation d'un tsar meurtrier et infanticide, juste après l'assassinat d'Alexandre II, est dans ce contexte plus qu'une peinture historique. Elle est à l'origine d'une controverse qui conduira à la lacération de la toile en 1913, et se poursuit encore au-delà.
Le tableau, restauré à l'identique après cette lacération, est toujours conservé à la galerie Tretiakov à Moscou ; mais il subit une nouvelle attaque en mai 2018 qui l'endommage gravement.

## Sujet du tableau et historiographie
Les circonstances de la mort du tsarévitch ne sont connues que de façon incomplète et contradictoire. Elle est survenue en 1581, dans la Sloboda d'Alexandrov, résidence du tsar Ivan le Terrible de 1564 à 1581, centre de son opritchnina et de facto capitale du pays.

### Chroniques et sources russes contemporaines
Dans une lettre adressée à Nikita Zakharine et Andreï Chtchelkalov en 1581, le tsar lui-même écrit qu'« il ne peut aller à Moscou en raison de la maladie de son fils » sans indiquer le mal dont il souffre.
Plusieurs chroniques russes mentionnent la mort du tsarévitch Ivan Ivanovitch, sans apporter cependant aucune précision : « Et cette  année [7090] le tsarévitch Ivan Ivanovitch de toutes les Russie est trépassé » (Chronique de Moscou), « Le tsarévitch Ivan Ivanovitch n'est plus » (Chronique de Morosovsk). La Chronique de Piskarevsk ajoute seulement l'heure de l'évènement, « minuit ».
La Chronique de Pskov indique que « Cette même année le tsarévitch Ivan Ivanovitch est trépassé, à Sloboda » . Elle relate également des rumeurs selon lesquelles le tsar aurait « fendu la tempe » de son fils parce qu'il lui avait parlé de prendre la ville de Pskov, mais situe cette dispute autour de 1580, avant même la mort du tsarévitch. Aucune de ces sources ne donne donc à penser que la mort d'Ivan Ivanovitch a été violente.
D'autres cependant, plus détaillées et plus souvent reprises, indiquent que le tsarévitch a été blessé mortellement par son père pendant une dispute. Les annales de Mazourinsko rapportent ainsi que :

« On dit qu’à l’été 7089, c’est de l’empereur souverain et grand-prince Ivan Vassilievitch, que son fils, sa grandeur le prince tsarévitch Ivan Ivanovitch, resplendissant de sagesse et de félicité, comme une grappe verte privée de sève et séparée du rameau de la vie par une lame, a reçu le mal, et de ce mal il est mort ... »

Elles indiquent que l'évènement a eu lieu en novembre 1581, le 14 novembre, et que le tsarévitch serait mort le 19 novembre, les dates variant cependant.
Le journal du clerc Ivan Timofeïev mentionne que « certains disent (du tsarévitch), que sa vie s'est éteinte à cause de coups portés par la main de son père, après avoir voulu l'empêcher de commettre une action laide ».

### Témoignages étrangers
Les sources étrangères contemporaines sont plus disertes : Jacques Margeret, mercenaire français en service en Russie, écrit ainsi que « le bruit court qu'il (le tsar) a tué de sa propre main son fils (ainé), que cela se serait produit ..., et il a été blessé par un coup, mais il n'en est pas mort alors, mais quelque temps après, en se rendant à un lieu saint ».
Une autre version est rapportée par le jésuite et diplomate italien Antonio Possevino : en novembre 1581, Ivan le Terrible aurait surpris sa bru Elena allongée sur un banc en vêtements de dessous :

« La troisième femme du fils d'Ivan était allongée sur un banc, habillée d'une robe, elle était enceinte et ne pensait pas que quelqu'un viendrait chez elle. Le grand-prince de Moscou lui rendit une visite inattendue. Elle se leva immédiatement à sa rencontre, mais il était déjà impossible de le calmer. Il la frappa au visage, et ensuite il la battit de sa crosse, la frappa tant et si bien qu'elle perdit l'enfant la nuit suivante.
Son fils Ivan accourut alors auprès de son père, et commença à lui demander de ne pas battre son épouse, mais il ne fit par cela qu'attirer sa colère et ses coups. Il fut très sévèrement blessé à la tête, presque à la tempe, par cette même crosse. Après cela le fils fit les reproches suivants à son père :
« Tu as enfermé ma première femme sans raison dans un couvent, tu as fait la même chose avec la seconde, et voilà maintenant que tu roues de coups la troisième, pour tuer l'enfant qu'elle porte en son sein ». Après avoir blessé son fils, le père fut pris d'un profond chagrin, et appela immédiatement des médecins de Moscou, ainsi qu'Andreï Chtchelkolov et Nikita Romanovitch, pour pouvoir disposer de tout. Son fils mourut au bout de cinq jours et fut transporté à Moscou dans la détresse générale. »

Le diplomate néerlandais Isaac Massa ne se prononce pas de façon si catégorique. Il indique que « Ivan tua ou perdit son fils », exprimant seulement un doute sur la nature des faits.

### Récits des historiens russes
Ce sont les historiens russes du XVIIIe siècle qui arrêtent la version des faits admise aujourd'hui. Le prince et historien Mikhaïl Chtcherbatov, Nikolaï Karamzine, dans l'Histoire de l'État russe et d'autres historiens renommés considèrent que le tsarévitch est mort à suite d'un coup qui lui a été donné par son père, avec cependant des différences sur les circonstances et les causes de l'altercation.
Nikolaï Karamazine expose ainsi la version suivante, qu'il présente comme digne de foi :

« Pendant les négociations de paix, souffrant pour la Russie, éprouvant de l'amertume pour les boyards, à l'écoute peut-être de la réprobation générale, le tsarévitch, par un zèle généreux, se rendit auprès de son père et exigea, qu'il l'envoie avec ses armées chasser les ennemis, libérer Pskov et rétablir l'honneur de la Russie. Ioann dans l'émotion de la colère cria « Rebelle ! Vous voulez avec les boyards me renverser de mon trône ! » et il porta sa main sur lui. Boris Godounov voulut venir à son aide ; le tsar lui fit plusieurs blessures de la pointe de son sceptre et en frappa le tsarévitch à la tête. Il tomba alors à terre, répandant son sang. La fureur du père disparut. Palissant d'effroi, en tremblant, en pleine stupeur, il s'exclama « j'ai tué mon fils » et il se jeta pour l'embrasser ; épanchant le sang coulant d'une plaie profonde, il pleurait, sanglotait, appelait les médecins. Il implorait la miséricorde de Dieu et le pardon de son fils. »

Ilia Répine s'appuie sur le récit de Karamzine pour peindre Ivan le Terrible et son fils Ivan le 16 novembre 1581, un des tableaux les plus marquants de sa chrestomathie.

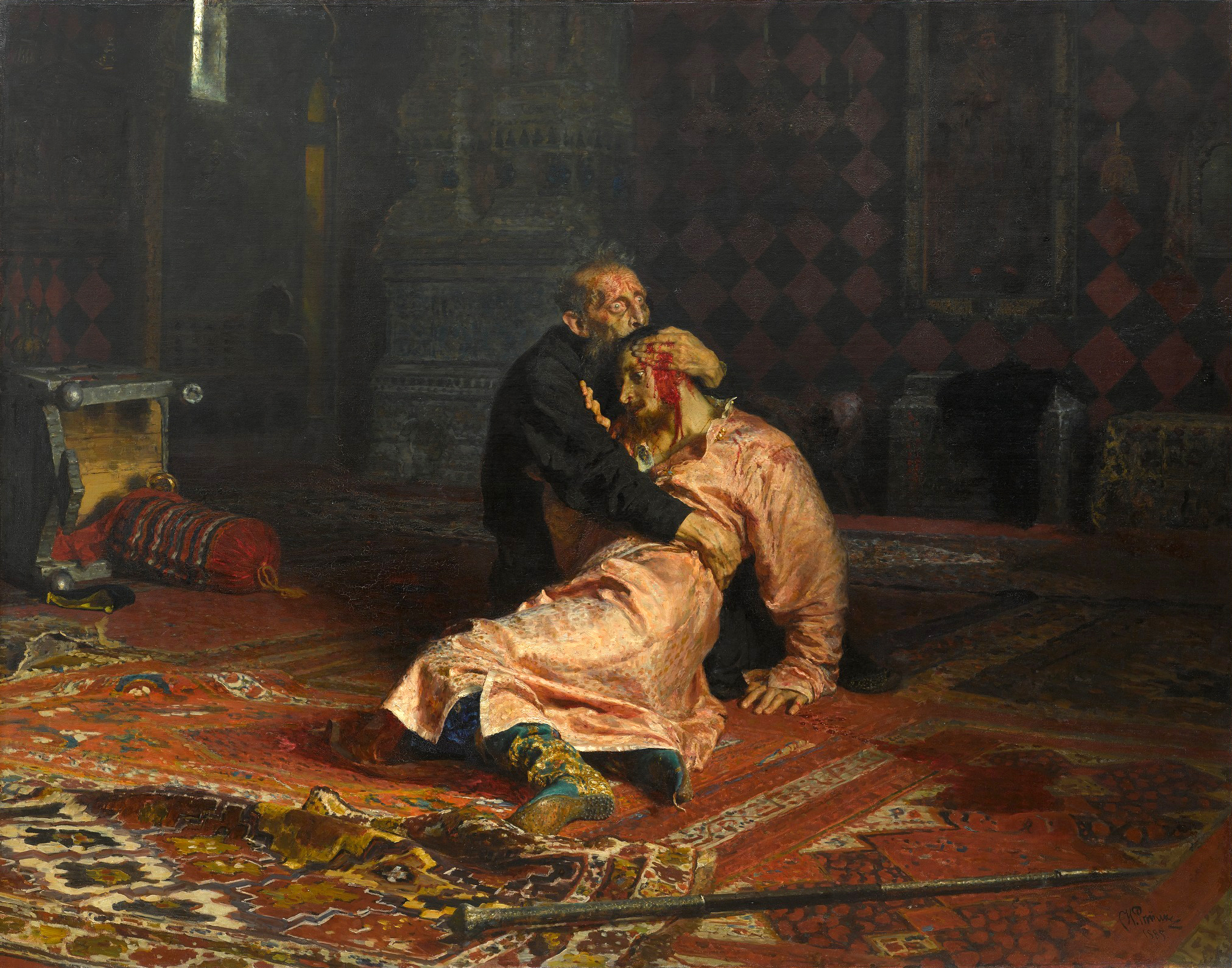
Ivan le Terrible et son fils Ivan le 16 novembre 1581, partie centrale (1884-1888).

Mikhaïl Chtchebratov, étudiant les différentes versions de la mort d'Ivan Ivanovitch, considère la version de Possevino comme plus plausible, et Vassili Klioutchevski déclare qu'elle est la seule fiable. C'est également celle développée par Henri Troyat.
Sous l'empire russe, des commentateurs mettent en doute le fait que le tsarévitch ait été tué par son propre père, considérant que cette assertion portait préjudice à l'empereur. C'est le cas par exemple de Nikolaï Likhatchev (ru). Les historiens contemporains retiennent la version du fils tué par son père.

## Genèse

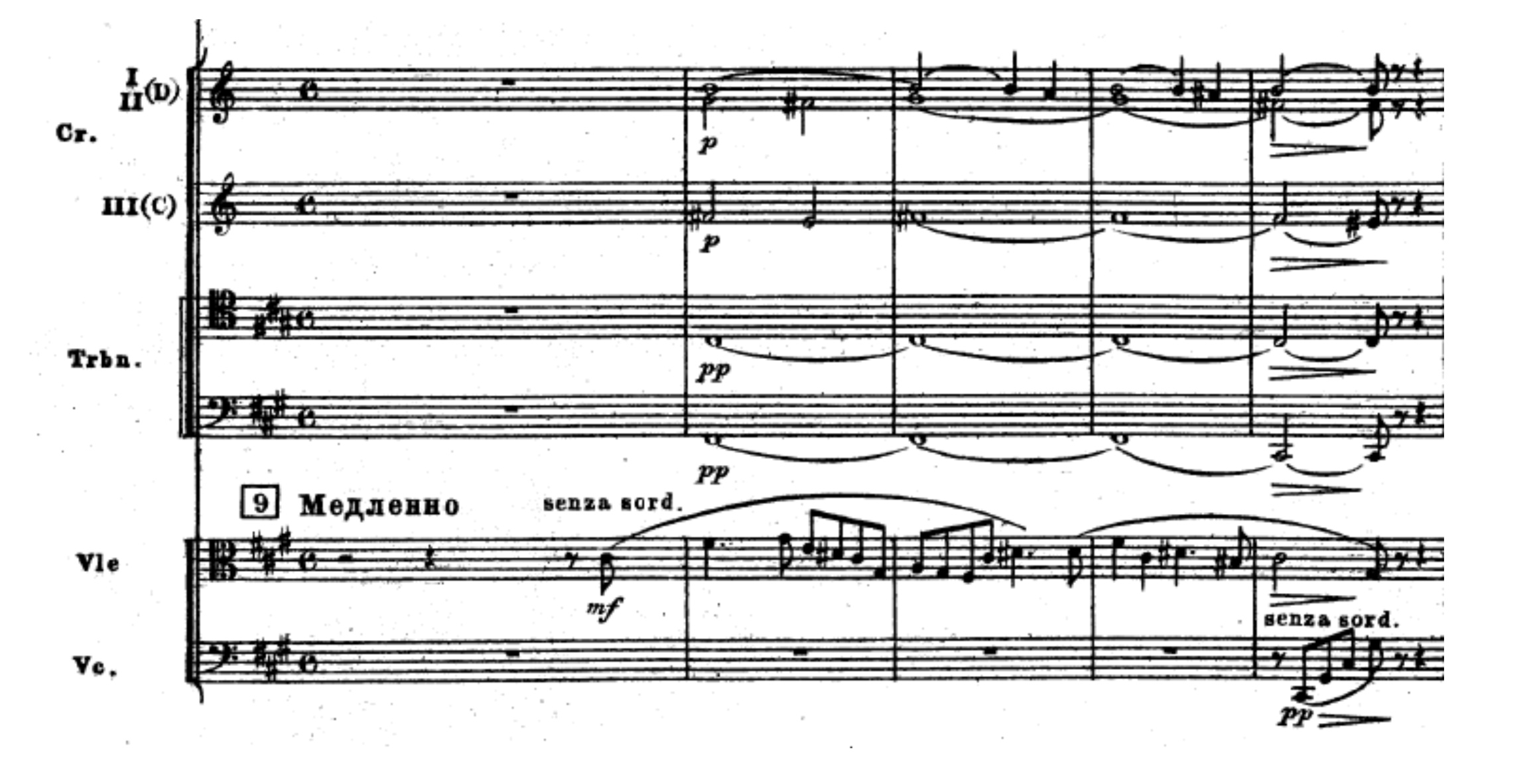
Rimski-Korsakov - Thème d'Antar : Dans son autobiographie, Rimsky-Korsakov indique que le second mouvement de sa suite symphonique a la forme d'une sonate. Elle a pour particularité d'avoir pour ses deux thèmes le thème d'Antar, d'abord sous la forme de son contrepoint, en do # mineur puis en mi mineur, puis sous sa forme complète, en la mineur, joué par les trombones et ensuite développé.

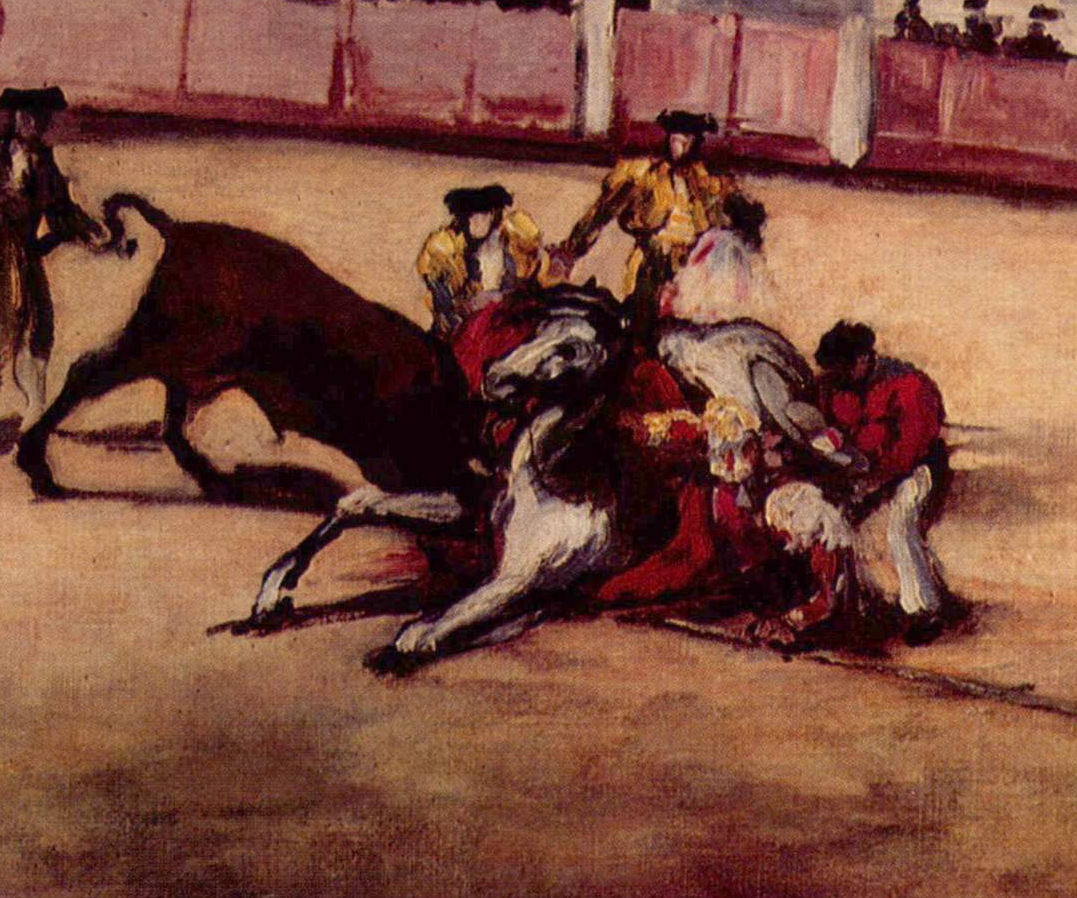
Édouard Manet, Combat de taureau (1865-1866) - détail.

Répine commence à travailler à Ivan le Terrible et son fils Ivan, à Moscou. Une première esquisse d'ensemble, avec le personnage du Tsar tourné vers sa droite, date de 1882. L'idée du tableau, selon Répine lui-même, est liée à sa confrontation aux thématiques de la violence, de la vengeance et du sang, lors des évènements politiques de 1881, mais aussi dans la musique de Rimski-Korsakov, et dans les combats de taureaux auxquels il a assisté lors d'un voyage en Europe occidentale en 1883.

### Violence politique
Le 1er mars 1881 (13 mars dans le calendrier grégorien), à Saint-Pétersbourg, Ignati Grinevitski, membre de l'organisation révolutionnaire Narodnaïa Volia, jette la bombe qui tuera le tsar Alexandre II de Russie. Elle blesse également grièvement le terroriste, qui meurt quelques heures plus tard. Ses complices, les Pervomartovtsi (« Ceux du 1er mars ») sont exécutés le 1er avril 1881 (13 avril dans le calendrier grégorien).
Répine, venu à Saint-Pétersbourg à la mi-février 1881 pour l'ouverture de l'exposition des Ambulants, y est présent lorsque le tsar est tué. Il y revient début avril, et assiste à l'exécution des auteurs et complices de l'attentat.
Vassili Kamenski écrit dans ses souvenirs qu'à table, le peintre lui avait raconté « comment il avait été témoin de l'exécution publique des Pervomartovetsi : Jeliabov, Perovskaïa, Kibaltchitch, Mikhaïlov et Ryssakov. « Ah, comme c'était des temps de cauchemar, » — soupirait Répine — « complexes, consternants. Je me souviens même de chaque planchette sur les poitrines, avec inscrit « régicide ». Je me souviens même du pantalon gris de Jeliabov, de la capeline noire de Perovskaïa ...  ».
Plusieurs des tableaux du peintre sont ensuite consacrés à des narodniki : Refus de la confession ((ru) «Отказ от исповеди» (1881)), Arrestation d'un propagandiste ((ru) «Арест пропагандиста»(1882)), Visiteur inattendu ((ru) «Не ждали» (1884-1888)). Il revient également à plusieurs reprises dans ses mémoires sur cette période de sa création, :

« Cette année a suivi comme une trace de sang, nos sentiments ont été meurtris par les horreurs du monde contemporain, il était effrayant de s'y confronter : cela finira mal ! (...) Il fallait chercher une issue à ce moment névralgique de l'histoire. »

Il y a ainsi pour Répine un lien entre son tableau et ces évènements de l'année 1881, séparés d'exactement 300 ans de la scène qu'il représente, et où le tsar est le meurtrier.

### Joie de laVengeance, de Rimski-Korsakov
Une autre impulsion créatrice à l'origine d'Ivan le Terrible et son fils Ivan le 16 novembre 1581 est donnée, cette même année, par une œuvre de Nikolaï Rimski-Korsakov, la suite symphonique Antar ((ru) « Антар »).
Elle a pour argument un conte d'Osip Ivanovitch Senkovski. Le héros, Antar, désabusé, se voit promettre par la reine de l'antique cité de Palmyre de réaliser les trois grandes joies de la vie. Celles-ci, thèmes des trois derniers mouvements de la suite, sont les joies de la vengeance, du pouvoir et de l'amour. La partition est composée entre janvier et août 1868. Rimsky-Korsakov la reprend ensuite à plusieurs reprises, notamment en 1876, avant de l'interpréter à Moscou.
La vengeance d'Antar est sanglante, mais c'est la musique qui inspire Répine. Il évoque cette filiation dans ses mémoires , :

« À Moscou en 1881, comme j'écoutais une nouvelle pièce de Rimsky-Korsakov, Vengeance ((ru) « Месть »). Cette vague sonore a pris possession de moi, et j'ai pensé, que je ne pourrai incarner dans la peinture cet état de l'âme que j'avais connu sous l'influence de la musique.
Je me suis alors souvenu du tsar Ivan. »

### Voyage en Europe
Le tableau de Répine frappe également par la représentation du sang, celui qui s'écoule de la tempe du tsarévitch, et celui de la flaque, sur le sol, laissé avant que son père ne le relève. Elle n'est pas habituelle dans la peinture russe. Le peintre explique, dans ses mémoires, l'influence qu'a eue son voyage de 1883 en Europe, où il a assisté à des combats de taureaux.

« Le malheur, la mort vivante, le meurtre et le sang composent .... un ensemble qui vous attire en lui avec force .... En même temps il y a dans toutes les expositions tant de toiles sanglantes. Et moi, vraisemblablement rattrapé par toute cette sanguinolence, à mon retour chez moi, j'ai commencé la scène sanglante d'Ivan le Terrible avec son fils. Et cette toile a eu un grand succès. »

## Peinture du tableau
Selon Répine, la conception et la peinture de la toile sont une longue épreuve : 

« Je peignais —dans les pleurs, j'étais torturé, je me tourmentais, je corrigeais encore et toujours ce que j'avais peint, je le cachais, dans une déception maladive, ne croyant plus à ma force, j'effaçais ce que j'avais déjà effacé, et j'attaquais à nouveau la toile. Chaque minute m'était terrible. J'étais déçu par cette peinture, je la cachais. Et elle produisait la même impression sur mes amis. Mais quelque chose me poussait vers elle, et à nouveau j'y travaillais. »

Le costume noir d'Ivan le Terrible, une soutanelle et un bonnet jeté à terre, ainsi que le caftan rose, chatoyé d'argent, de son fils, son pantalon bleu, orné de fleurs, et ses bottes aux tiges rabattues sont confectionnés à Moscou. Le peintre taille lui-même les costumes et décore les bottes du tsarévitch. La salle représentée est une des pièces de la maison musée du Boyard du XVIIe siècle et les accessoires, trône, miroir, caftan, sont peints au Palais des armures. Le coffre fait partie des collections du musée Roumiantsev.
Répine travaille particulièrement sur le choix des modèles en cherchant auprès de connaissances ou de passants les visages dont il a besoin. Les modèles pour Ivan le Terrible sont d'abord un vieillard trouvé par le peintre Pavel Tchistiakov et un artisan, puis le compositeur Pavel Blaramberg, mais surtout le peintre Grigori Miassoïedov. Le peintre paysagiste Vladimir Menk et l'écrivain Vsevolod Garchine inspirent celui du tsarévitch Ivan Ivanovitch.
Questionné sur le choix de Garchine, Répine indique :

« Il y a dans le visage de Garchine une prédestination qui m'a frappé. Il a le visage d'un homme condamné irrémédiablement à périr. C'est ce qu'il fallait pour mon tsarévitch. »

Esquisses et portraits des modèles
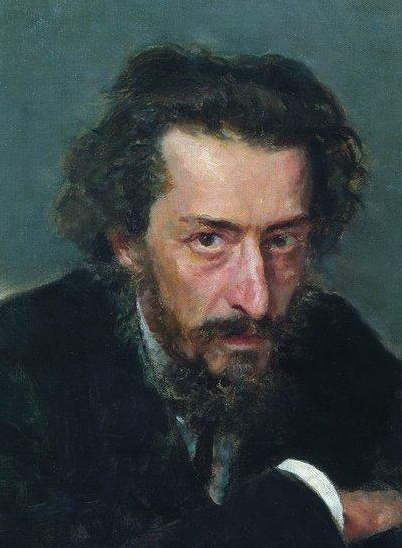
Portrait du compositeur et journaliste Pavel Ivanovitch Blaramberg (détail) (1884).
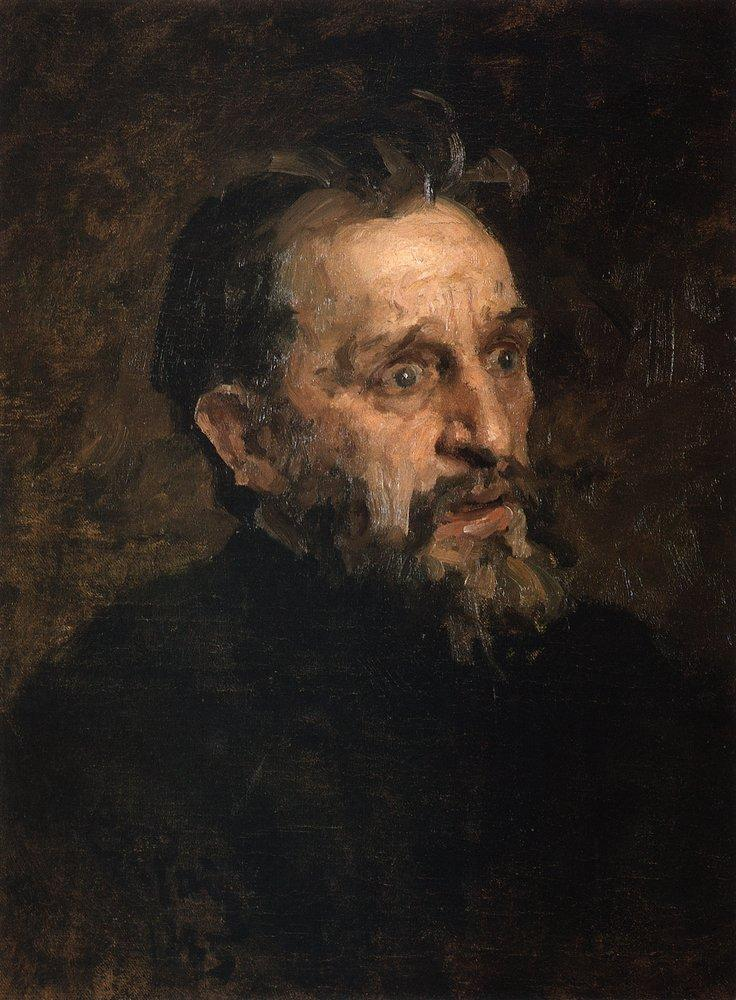
Portrait du peintre Grigori Grigorievitch Miassoïedov. Étude (1883).
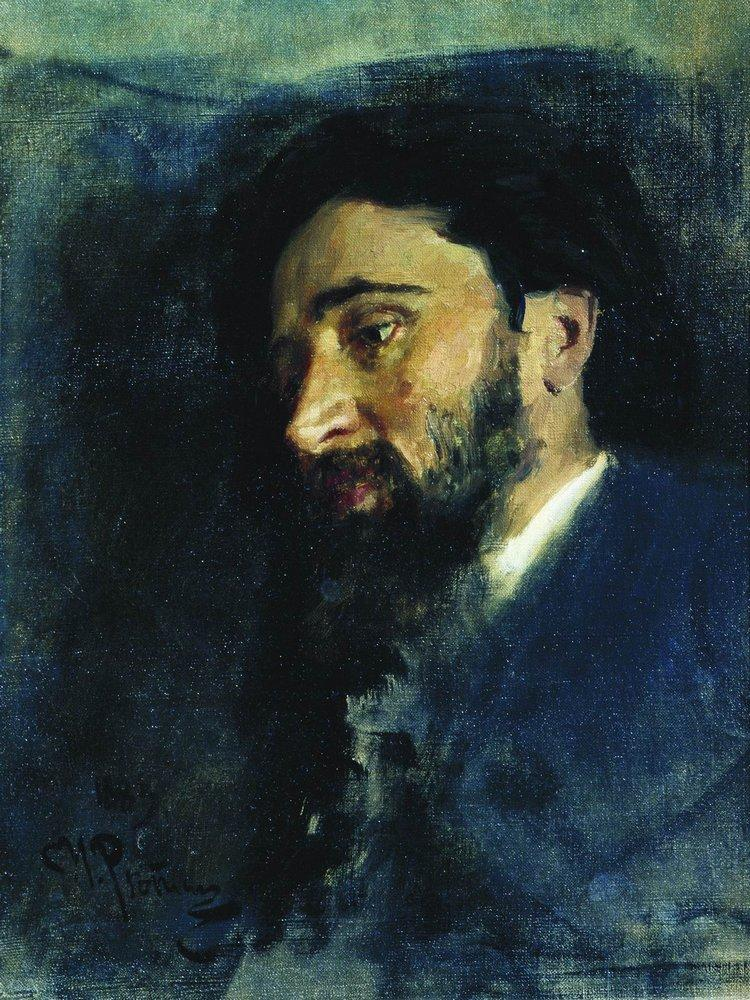
Portrait de l'écrivain Vsevolod Mikhaïlovitch Garchine - Étude (1883).
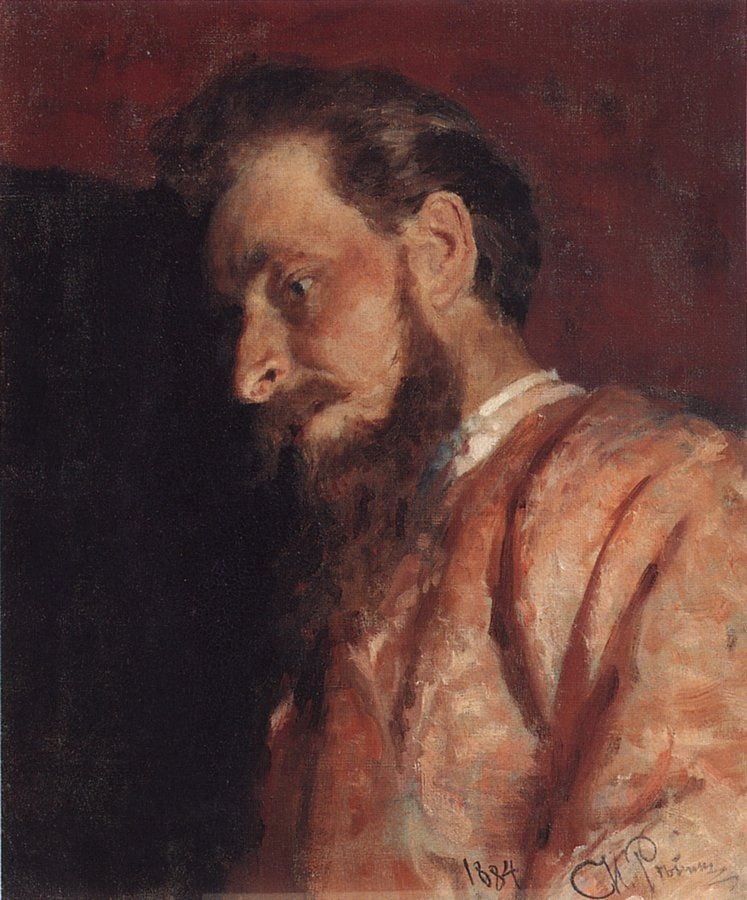
Portrait du peintre Vladimir Karlovitch Menk - Étude (1884).

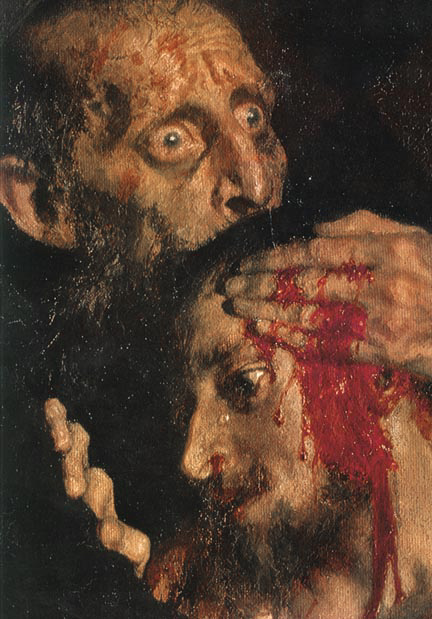

Selon Elizabeth Kridl Valkenier, c'est cette incorporation du visage de Garchine, qui lui permet d'être enfin satisfait de l'ensemble que constitue son tableau.

## Analyse de l'œuvre

### Instant représenté
Bien que le titre donné en France au tableau soit Ivan le Terrible tue son fils, Répine ne peint pas le moment où le tsar porte un coup au tsarévitch. La toile ne représente pas la violence, mais sa résolution. Ivan le Terrible a relevé son fils. Les yeux « exorbités par l'horreur, le désespoir et la folie », il l'enserre et l'étreint par la taille. Le tsarévitch Ivan, pleurant, fait doucement un geste de sa main.
Deux modifications apportées aux esquisses préliminaires montrent la distance établie par le peintre avec l'altercation : le sceptre avec lequel le tsar a frappé la tempe de son fils, et qu'il tenait à la main dans les premières esquisses, est dans le tableau posé à terre devant eux,. La tache de sang, à l'endroit où la tête du tsarévitch a reposé sur le sol, très visible dans l'esquisse à l'huile que Répine a faite en 1883, et qu'il a conservée et reprise par la suite, s'efface dans les ombres du tableau final. La robe d'Ivan Ivanovich n'a plus cette longue souillure de sang. L'instant représenté devient celui du remords, du pardon et de l'amour.
Mais le tableau montre aussi, en son centre, la réalité et l'irréversibilité de l'acte du tsar : le sang s'écoule de la tempe de son fils, et la tentative que fait Ivan le Terrible pour le contenir de sa main gauche est sans espoir.

### Description et composition
La toile fait partie des grandes toiles de Répine (199,5 × 254 cm). Ses dimensions sont comparables aux Bateliers de la Volga ou à la Procession religieuse dans la province de Koursk, inférieures cependant à La résurrection de la fille de Jaïre, au Visiteur inattendu et aux Cosaques zaporogues écrivant une lettre au sultan de Turquie, a fortiori aux commandes d'Alexandre III. Son format relativement étroit par rapport à ces grandes toiles, et en tout cas plus resserré que l'esquisse de 1883, contribue à une composition « convergente et aboutie », qui fixe l'attention du spectateur et exprime une « tension extrême ».
Les deux personnages, de trois quarts, sont entrecroisés l'un à l'autre, au centre du tableau. Dans une lumière crépusculaire, ils se détachent du premier plan de la toile et d'un fond plongé dans la pénombre. Le geste par lequel Ivan le Terrible étreint et soutient la taille de son fils rappelle deux tableaux de Rembrandt conservés au musée de l'Ermitage, Le Retour du fils prodigue et David et Jonathan, que Répine a étudié et admiré depuis ses années de formation,.
La construction du tableau s'appuie, sans les mettre autant en avant qu'ils ne le sont dans l'esquisse, sur quelques objets et pièces de mobilier répartis autour des personnages : les tapis rouges froissés sur le sol, les bottes du tsarévitch, le sceptre, déjà évoqué plus haut, le trône renversé dans la dispute, dont une des boules ornementales scintille à la hauteur des yeux du fils, et son coussin. Derrière, d'autres meubles, comme le poêle, le miroir du musée des armures ou le coffre du palais Roumiantsev, sont moins discernables. Le mur du fond de la pièce est pour partie couvert d'un motif à losanges rouges et noirs. En haut, sur la gauche, une étroite baie.

### Couleurs et matière

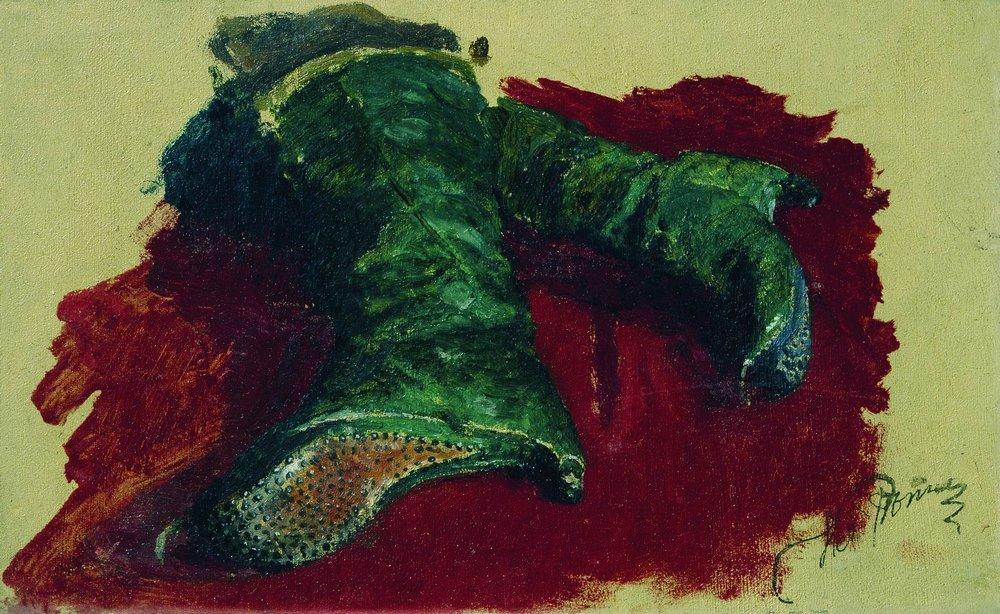
Esquisse des bottes du tsarévitch (1883).

Répine s'autorisait à écrire qu'il refusait « les acrobaties du pinceau, la peinture pour la peinture », que ce n'était pas son affaire que « la beauté, le toucher ou la virtuosité du pinceau », et qu'il avait toujours poursuivi « l'essentiel : le corps, en tant que corps ». Ivan le Terrible et son fils Ivan n'en est pas moins « peint avec une telle diversité de facture et avec une telle richesse de palette d'accords sombres », qu'il est selon Kramskoï, un « authentique orchestre ». Un « rouge intense », un « rouge sang », un « rouge cramoisi épais et saturé » prédomine. Il est peint avec une couleur pure, sans aucun ajout, et ensuite retravaillé par le peintre avec une extraordinaire diversité de nuances.
Se détachent l'écarlate du sang coulant de la blessure de la tempe du tsarévitch, ou des reflets, semblables à des taches, sur les plis de son caftan, ou enfin la flaque rouge sombre de sang sur le tapis rouge, et ces tensions de la couleur résonnent avec la tragédie représentée sur la toile. Derrière, une pénombre brun sombre, au centre la magnificence du caftan du tsarévitch, qui contraste avec l'obscurité de l'habit noir d'Ivan le Terrible. Le rose du caftan est aussi méticuleusement travaillé.

Le peintre rompt et fait respirer cette combinaison de tons rouge sang, rose et brun sombre avec les tons complémentaires du vert des bottes du tsarévitch et du bleu profond de son pantalon de velours. La lumière blanche, « froide et faible », qui pénètre par une étroite baie, atténue cette tension des couleurs, en déposant sur le caftan du tsarévitch d'infimes modulations ou, pour d'autres yeux, renforce encore la tension dramatique de la scène.

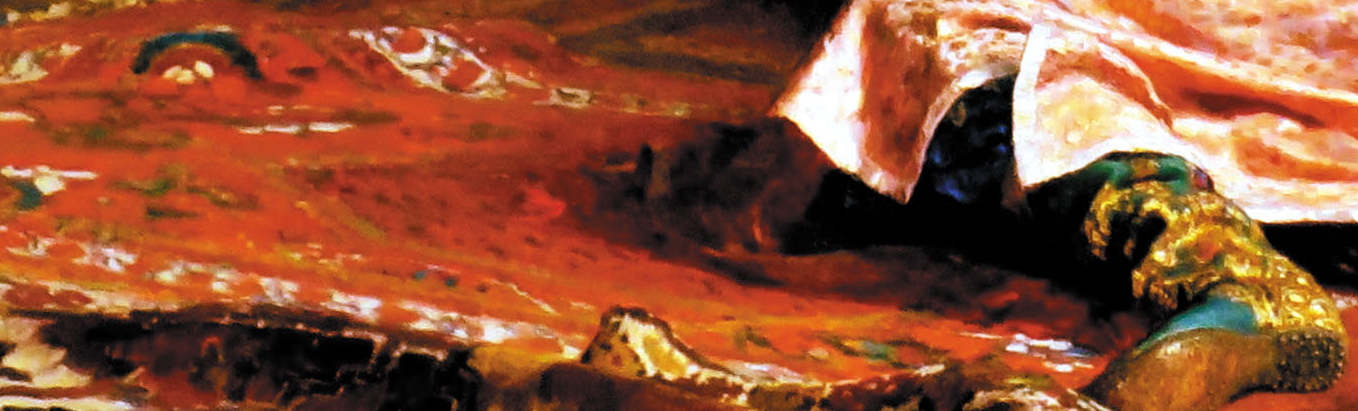
Ivan le Terrible et son fils Ivan (détail).

### Portée symbolique
Pour ses contemporains, et sans doute pour Répine lui-même, la première fonction symbolique du tableau est d'exprimer l'existence de la violence et le rejet moral dont elle doit faire l'objet. Ivan Kramskoï en donne cette formulation : « il semble bien qu'un être humain, après avoir regardé attentivement ce tableau, ne serait-ce qu'une fois, sera pour toujours protégé de la bête sauvage qu'il a, dit-on, en lui ».

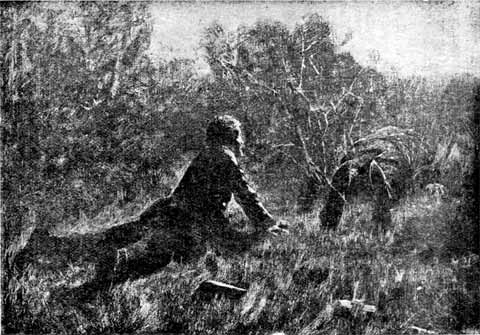
Illustration du peintre Doubrovski de la nouvelle de Vsevolod Garchine '.
Première œuvre de l'écrivain, elle expose le monologue intérieur d'un soldat blessé et laissé pour mort sur le champ de bataille pendant quatre jours, face à face avec le cadavre d'un soldat turc qu'il vient de tuer. Sa profonde empathie pour tous les êtres y est déjà présente.

Telles qu'elles sont représentées, les suites de l'altercation du père avec son fils ne sont pas un épisode historique, elles illustrent une capacité « éternelle » de l'homme à porter la main ou le fer sur son prochain. Ivan le Terrible tue son fils peut ainsi être compris comme une parabole picturale du commandement « tu ne tueras pas »,.
De l'interdit du meurtre, loi morale générale, le tableau a paru aussi glisser vers une inspiration plus particulièrement religieuse, montrant que « l'amour et le pardon chrétien » peuvent réparer le crime, même d'infanticide. Le geste du tsarévitch, son visage, « presque comme celui d'une icône », la larme qui coule sur l'aile de son nez, semblent bien témoigner de la possibilité du pardon. La similitude, déjà évoquée plus haut, du geste du bras droit d'Ivan le Terrible avec les deux Rembrandt de l'Ermitage va également dans ce sens.
Dans l'interprétation de l'œuvre, la personnalité de l'écrivain Vsevolod Garchine, mentionné à plusieurs reprises, apporte des clés supplémentaires : Répine le prend comme modèle dans cette période dans plusieurs tableaux : Ivan le Terrible et son fils et ses esquisses préparatoires, mais aussi un Portrait peint en 1884, et le grand tableau Visiteur inattendu, dont il pose pour le personnage principal. Visiteur inattendu est commencé en 1884, et terminé l'année du suicide de Garchine en 1888.
Vselovod Garchine était apprécié de Répine, qui le considérait comme une « incarnation du divin », du temps de leur amitié et après sa mort. Il écrivit que « ses yeux pensifs, souvent mêlés de pleurs provoqués par quelque injustice, son attitude humble et délicate, sa personnalité angélique, d'une pureté de colombe étaient ceux d'un dieu ». Plus qu'aux traits de Garchine, mêlés avec ceux de Vladimir Menk, c'est donc aussi à sa personnalité et à sa pensée, profondément pacifique, que renvoie le tableau de Répine,.

### Une représentation du pouvoir?

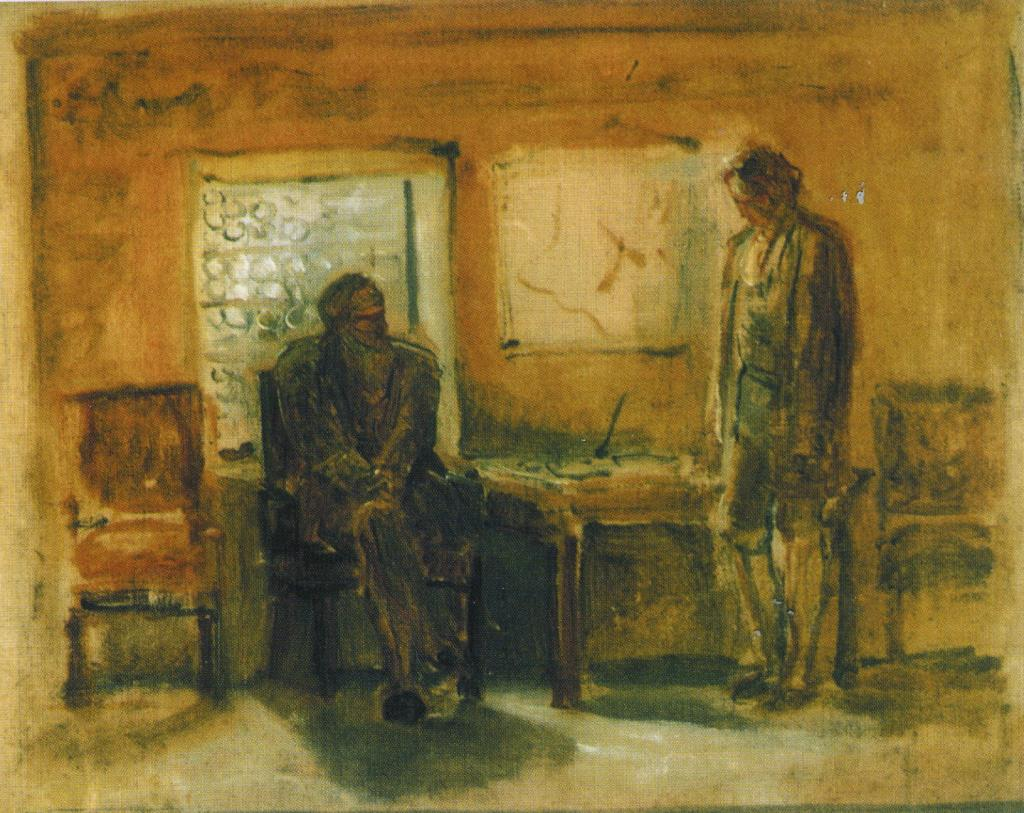
Nikolaï Gay - Esquisse pour Pierre le Grand interrogeant le tsarévitch Alexis (1871).

Reste la question de la signification politique du tableau, qui ne peut être éludée, ne serait-ce qu'en raison des réactions dont il a fait immédiatement l'objet. Peindre un tsar meurtrier et infanticide, juste après l'assassinat d'Alexandre II, ne peut être fortuit, et Répine, comme indiqué plus haut, associe les deux évènements. Le peintre ne s'exprime pas plus sur ce point, et la critique russe non plus.
En revanche, les critiques français l'abordent : pour Alain Besançon, l'immolation du tsarévitch par le tsar est une scène centrale du mythe russe, que Répine a le premier représenté : l'histoire de la Russie serait construite sur le sacrifice des fils, tués par leur père ou combattant sur l'ordre de celui-ci. Le tsar n'est pas que l'agneau du sacrifice, il est aussi le prêtre qui l'accomplit ou l'exige, et fonde ainsi le pouvoir absolu de son État.
Pierre Gonneau soutient une position convergente, en soulignant que cette vision sacrificielle renvoie « aux racines symboliques de la monarchie, car le tsarévitch immolé se trouve en position d’incarner les forces s’opposant à l’autorité du tsar ». Il fait un lien avec le procès du tsarévitch Alexis, fils de Pierre le Grand, et sa mort des suites des tortures qu'il a subies. Cet autre conflit entre un père et son fils est le thème d'un tableau de 1871 de Nicolaï Gay, Pierre le Grand interrogeant le tsarévitch Alexis à Peterhof, dont la violence intérieure tranche cependant sur la flagrance de celle de l'œuvre de Répine.

### Version de 1909
En 1909, sur une commande de l'industriel et collectionneur Stepan Riabouchinski, Répine peint une deuxième version d'Ivan le Terrible et son fils Ivan, qu'il appelle Infanticide ((ru) «Сыноубийца»). Elle est exposée au musée des beaux-arts de Voronej. Elle est séparée de 25 ans de la première. Le peintre reprend la composition de l'esquisse de 1882, y ajoute le personnage d'une femme en arrière-plan. Il y change, dévoile peut-être, et en tout cas poursuit le travail sur les couleurs fait dans le tableau original, dans une direction plus « luxuriante » selon la conservatrice du musée Natalia Bakina. Le rouge s'étend sur la toile et chasse la pénombre, le visage du Tsar Ivan s'effondre dans le chagrin.

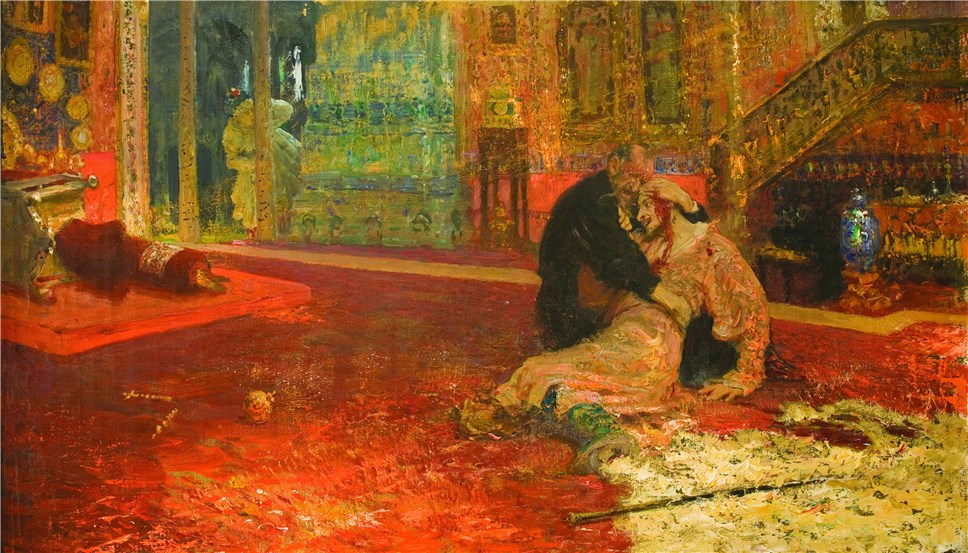
Infanticide (1909).
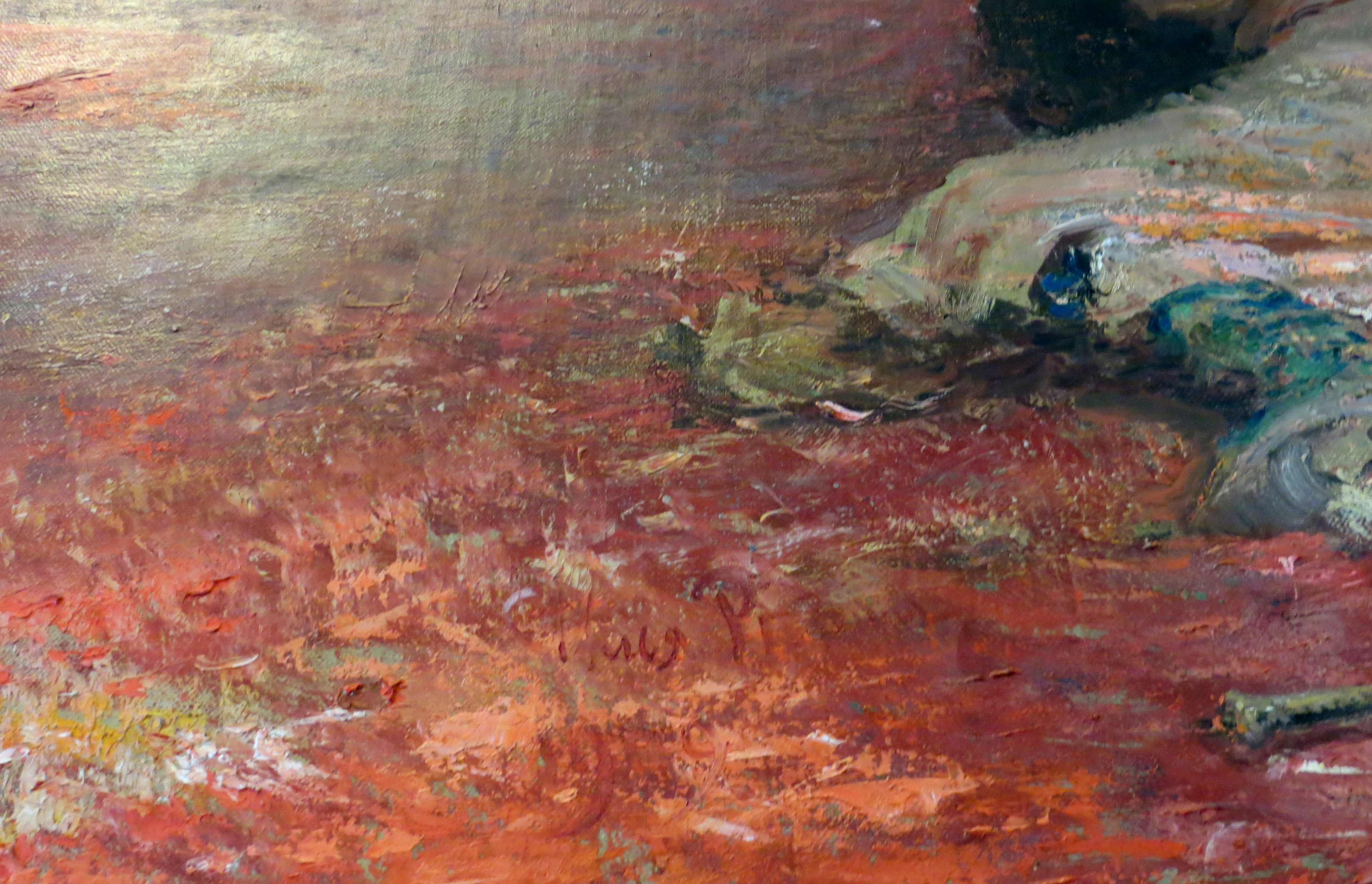
Détail d'Infanticide.

## Accueil et censure impériale
La toile est montrée pour la première fois en 1885 à des amis peintres, parmi lesquels Ivan Kramskoï, Ivan Chichkine, Nikolaï Yarochenko, Pavel Brioullov et d'autres ; selon Répine, ses hôtes sont stupéfaits et se taisent longtemps, attendant ce que dirait Kramskoï.

« Je fus pris d'un sentiment de complète satisfaction pour Répine. La voilà, la chose, quel niveau de talent ... Et comme c'est peint, mon Dieu, comme c'est peint ! ... Et qu'est-ce que c'est que ce meurtre, accompli par une bête sauvage et un psychopathe ? ... Un père frappe son fils de son sceptre à la tempe ? Un instant ... Il pousse un cri d'effroi ... Il le saisit, il l'assoit sur le sol, il le relève ... Il appuie d'une de ses mains sur la blessure à la tempe (et le sang jaillit ainsi des fentes entre les doigts) ... et comme il braille ... C'est une bête, hurlant d'effroi ... Quelle affaire, on y voit sur la peinture toute une flaque de sang au sol, à l'endroit même que le fils a marqué de sa tempe ... Vraiment, cette scène est nous noie de pénombre et d'une sorte de tragique naturel ... . »

— Ivan Kramskoï

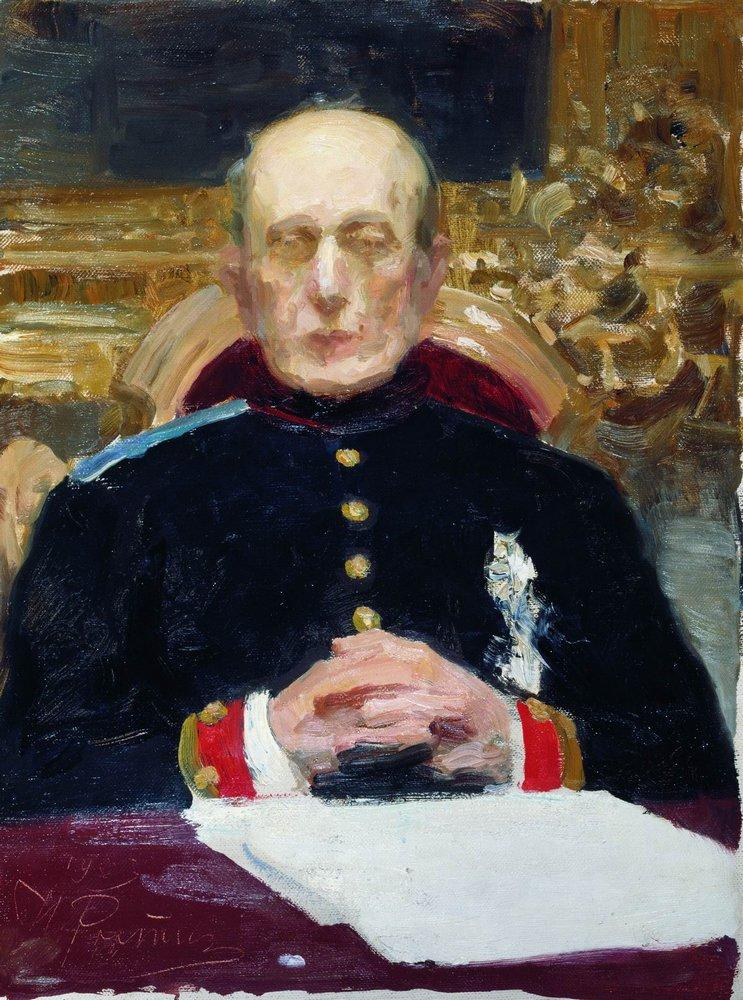
Portrait de Constantin Pobiedonostsev par Ilia Répine (1903).

Plus généralement, l'accueil fait à Ivan le Terrible et son fils Ivan le 16 novembre 1581 n'est pas indifférent :

« On ne peut qualifier cette peinture de peinture d'histoire. C'est de la pure fantaisie ! »

— Constantin Pobiedonostsev

« Le peintre est tombé dans la caricature et dans une absence de goût inadmissible, — il dit ouvertement (et il faut déjà pour cela, enseignant à l'Académie, un courage qui fera date), avoir présenté, à la place des traits du tsar, une sorte de physionomie simiesque. Dans la conscience de chacun d'entre nous, sur le fondement des impressions retirées de la lecture des récits historiques ou des reproductions des arts plastiques ou scéniques du personnage de Ioann le Terrible, s'est constituée une image type de ce tsar, celle de tous, qui n'a rien à voir avec ce qui est présenté dans la peinture de M. Répine. »

— F. P. Landtsert, Professeur d'anatomie à l'Académie impériale des Beaux-Arts

« Bravo Répine, vraiment bravo. Il y a là quelque chose d'alerte, de fort, d'audacieux, et qui atteint sa cible ... Nous avons la vieille parasite aux traits congestionnés, et encore le père Karamazov. Votre Ivan réunit cette parasite et Karamazov. Il est lui-même un meurtrier chétif et pitoyable, comme ils doivent l'être, - et la beauté mourante du fils est belle. Bien, très bien. »

— Léon Tolstoï, (ru) Толстой Л. Н.  (L. N. Tolstoï), « Избранные письма 1882-1899 годы » [« Lettres choisies (1882-1889) »], sur www.croquis.ru (consulté le 5 décembre 2017), p. 9.
Le très conservateur procureur général du Saint-Synode, Constantin Pobedonostsev, fait part à Alexandre III de sa « répulsion » et de sa perplexité. La toile ne plait pas à l'empereur et à son entourage, et il est interdit de la montrer le 1er avril 1885. C'est la première peinture censurée dans l'Empire russe, et Pavel Tretiakov, qui l'a achetée, s'engage « à ne pas l'exposer, et plus généralement à ne pas permettre qu'elle soit portée à la connaissance du public par tout autre moyen ». L'interdiction est levée au bout de trois mois, le 11 juillet 1885, après l'intervention du peintre Alexeï Bogolioubov, proche de la cour,.

## Vandalisme et controverses

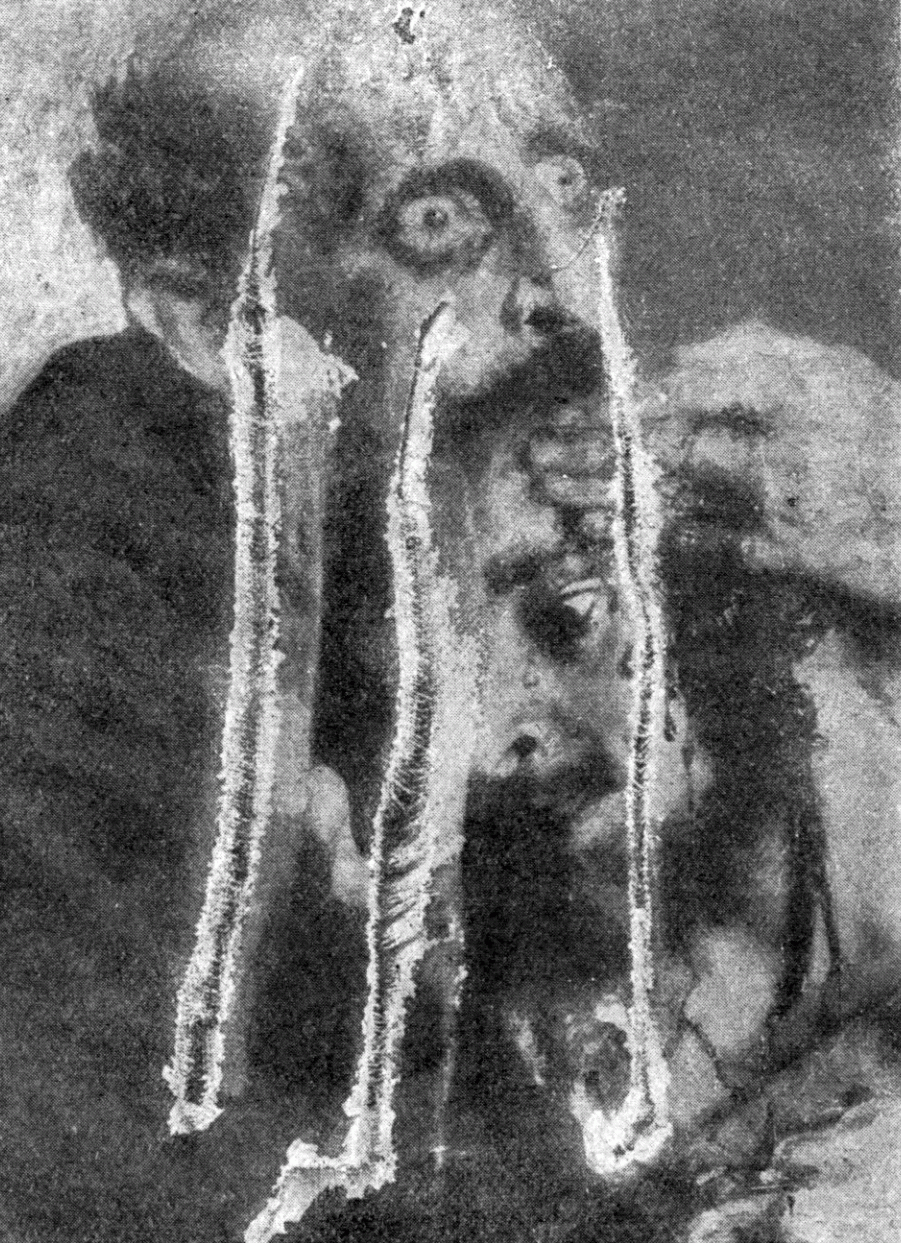
Ivan le Terrible tue son fils après lacération (1913).

Le 16 janvier 1913, Ivan le Terrible et son fils Ivan le 16 novembre 1581 est lacéré de trois coups de couteau, portés par un iconoclaste de 29 ans, fils du grand fabricant de meubles Abram Balachov. Le visage est cependant pratiquement restauré dans son état originel, avec le concours d'Ilia Répine. Le conservateur de la galerie Tretiakov, Gueorgui Khrouslov, apprenant la détérioration de la toile, s'est jeté sous un train.
En octobre 2013, un groupe d'historiens et d'activistes orthodoxes, menés par l'apologiste et partisan de la canonisation du tsar Ivan, Vassili Boïko-Veliki, s'adresse au ministre de la Culture de la fédération de Russie, Vladimir Medinski, pour lui demander de retirer la toile de la galerie Tretiakov, au motif qu'elle offenserait les sentiments patriotiques des Russes. La directrice de la galerie Tretiakov, Irina Lebedeva, s'y oppose formellement.
Le groupe artistique Mitki, pour tourner en ridicule cette pétition, peint une toile, Mitki donne à Ivan le Terrible un nouveau fils, qui puisse remplacer celle de Répine en cas de nécessité.
En mai 2018, la toile fait à nouveau l'objet d'une attaque dans la galerie Tretiakov par un visiteur qui brise sa vitre de protection à l'aide d'une barre en métal : la peinture est sérieusement endommagée,. L'auteur des dégradations est ivre au moment des faits, mais les revendique devant les policiers en expliquant que le tableau « ne correspond pas aux faits historiques ».

## Postérité
- Une reproduction du tableau est accrochée dans l'appartement de Timofeïev dans le film Ivan Vassilievitch change de profession de Leonid Gaïdaï[réf. souhaitée].
- Une reproduction partielle est visible dans la mini-série Chernobyl produite en 2019 pour HBO : le tableau apparaît dans le couloir qui mène à la salle de la commission gouvernementale de l'accident nucléaire de Tchernobyl[réf. souhaitée].
- En mars 2022, dans le contexte de la guerre en Ukraine, les dessinateurs Greser & Lenz (de) parodient la toile dans une caricature où Vladimir Poutine prend la place d'Ivan le Terrible, et son ministre de la défense Sergueï Choïgou celle de son fils[47].
- Le tableau et son histoire sont au centre du récit Portraits de Yana de Yoann Barbereau[48].